# Филлохинон
Филлохинон — сложное органическое соединение, производное 2-метил-1,4-нафтохинона.

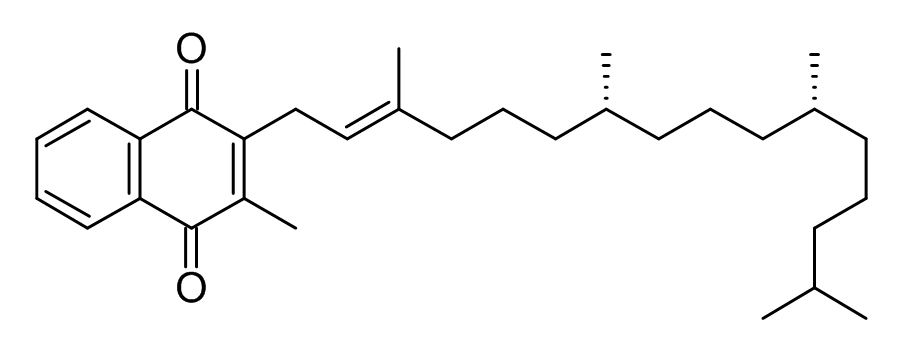
Структурная формула молекулы филлохинона

Существуют два семейства витаминов группы K: филлохиноны — витамины K1, встречающиеся в растениях, и менахиноны — витамины K2, имеющиеся у животных и бактерий.
Филлохиноны отличаются от менахинонов наличием лишь одной двойной связи в изопреновом фрагменте, ближайшем к кольцу.
Филлохинон — 2-метил-3-[(2E)-3,7,11,15-тетраметилгексадек-2-ен-1-ил]нафтохинон.